# Franc Perpar
Franc Perpar, slovenski rimskokatoliški duhovnik in pridigar, * 2. marec 1855, Dobrnič, † 20. maj 1916, Dobrnič.   
Rodil se je očetu Francu st. in materi Jeri (rojena Legan). V letih 1876−1880 je v Ljubljani študiral bogoslovje. Po končanem študiju je kot kaplan služboval na Mirni, v Kostanjevici, v Trebnjem in v Šmarjeti. Po bolezenskem dopustu (1888/1889), ki ga je preživel v domačem kraju, je 1889 nastopil službo župnika v Zagradcu, se 1898 preselil na župnijo Sv. Trojice v Tržišču ter se leta 1909 upokojil. Svoje pridige je v letih 1887−1889 v pisani besedi tudi objavljal v stanovskem listu Duhovni pastir.